# هوارد ديفيد جونسون
هوارد ديفيد جونسون (بالإنجليزية: Howard David Johnson)‏ هو رسام أمريكي، ولد في 2 سبتمبر 1954.

## وصلات خارجية
- الموقع الرسمي